# 沢柳伸
澤柳 伸(さわやなぎしん、1934年- ）は、日本の建築家。竹中工務店名古屋支店設計部を拠点に活躍。大同工業大学で非常勤講師なども勤めた。
1957年、早稲田大学理工学部卒業後、竹中へ。1988年 設計部専門部長就任。
日本タイムシェア株式会社NTSシステム総合研究所（静岡県浜松市）で日本建築学会賞(作品)受賞。他代表作に都立東大和療育センターおよび北多摩看護専門学校、飯田クリニック、富士ロイヤルカントリークラブ、名古屋大学シンポジオンなど。